# Erez Eliav
Erez Eliav (hebreiska: ארז אליאב) född 13 november 1977 i Holon, är en israelisk före detta fotbollsspelare. Han har bland annat spelat för Maccabi Tel Aviv FC och Hakoah Ramat Gan.